# Topa ou Não Topa
Topa ou Não Topa foi um game show brasileiro produzido pela Endemol. Seu formato se baseia no programa Deal or No Deal, programa de sucesso em mais de 40 países, que veio para o Brasil em 2006 com a apresentação de Silvio Santos, e foi reprisado aos sábados a partir de 2008, junto com o programa Vinte e Um; e também foi reprisado por meio do SBT Show em 2008.
Entre 2010 e 2011, o apresentador Roberto Justus apresentou o programa. Em julho de 2019, o SBT anunciou a volta do programa, com a apresentadora Patrícia Abravanel. Estreou dia 17 de agosto de 2019, sendo inicialmente exibido após o Programa da Maisa, às 15h30min. Porém, em 2 de novembro de 2019, a atração muda de horário e passa a ser exibida às 20h30min, após o SBT Brasil. Ficou no ar até o dia 28 de junho de 2020 sendo substituído pela reprise do Máquina da Fama, também apresentado por Patrícia Abravanel, entrando em hiato. O motivo foi o esgotamento de episódios, já que devido a paralisação da produção de alguns programas por conta da Pandemia de COVID-19, as gravações do programa foram afetadas e o SBT passou a exibir apenas reprises a partir de abril de 2020. Em 19 de julho de 2021, é anunciado que o SBT não renovou os direitos de uso da marca com a Endemol, marcando assim o fim do programa.[carece de fontes?]

## Sinopse
Líder de audiência nos países em que foi exibido, o programa consiste de um jogo, em que o jogador pode sair com o prêmio máximo de R$ 1 milhão de reais. Escondidas em 26 malas guardadas por modelos estão diversas quantias em dinheiro, que variam entre 1 real e R$ 1 milhão.

## Apresentadores
| Nome               | Ano  | Ano  | Ano  | Ano  | Ano  | Ano  | Ano  |
| Nome               | 2006 | 2007 | 2008 | 2009 | 2010 | 2011 | 2019 |
| ------------------ | ---- | ---- | ---- | ---- | ---- | ---- | ---- |
| Silvio Santos      |      |      |      |      |      |      |      |
| Roberto Justus     |      |      |      |      |      |      |      |
| Patrícia Abravanel |      |      |      |      |      |      |      |

## Eu Compro Seu Televisor
Antes de comprar os direitos de Deal or No Deal em 2007, Silvio Santos fez em 2004 uma versão do programa, chamada de Eu Compro Seu Televisor. Em vez de maletas, o programa contava com televisores, com determinados valores, de 1 real a 1 milhão de reais. Era misturado com um jogo de conhecimentos. Foi então que em julho de 2004, a Endemol International entrou com uma liminar contra o SBT. A liminar foi revogada e o programa continuou no ar até 28 de julho de 2004.

## Formato
O Topa ou Não Topa envolve um participante, um apresentador, e "o Banqueiro" (chamado de "Negociador" na temporada de Roberto Justus e "Tesoureira" na temporada de Patrícia Abravanel), e 26 maletas, cada uma com um valor em dinheiro inicialmente desconhecido. O jogo se inicia com o participante escolhendo uma maleta cujo valor manterá desconhecido até o fim do programa. Durante o jogo, o participante escolhe, uma de cada vez, as malas restantes para serem eliminadas, que vão tendo o seu valor revelado. Cada vez que um determinado número de maletas é aberto, o Banqueiro oferece uma certa quantia de dinheiro. Se o participante aceitar a oferta, o jogo termina e ele ganha o valor oferecido. Se o participante rejeitar todas as ofertas, ele ganha o valor contido na maleta escolhida inicialmente.
Uma vez que a gama de valores que o participante pode ganhar é conhecida desde o início do jogo, o Banqueiro oferece, em qualquer uma de suas aparições, um valor baseado na quantia que o jogador ainda pode ganhar. Por exemplo, se os três prêmios máximos forem eliminados, o Banqueiro vai oferecer uma quantia menor e se os três prêmios mínimos forem eliminados, a quantia oferecida será maior. Assim sendo, principalmente no início do jogo, o Banqueiro oferece uma quantia em dinheiro baseada na teoria das probabilidades. Porém, não é incomum que o valor oferecido pelo banqueiro mais próximo do fim do jogo exceda as expectativas do participante.

## Valores
O quadro de valores do Topa ou Não Topa contém 26 valores que vão de R$ 1 a R$ 1.000.000. Diferente de outras versões do programa pelo mundo, no Brasil não são oferecidos prêmios físicos como nas versão australiana, que por exemplo, em que um carro era oferecido entre os valores em dinheiro.

### 2006-2011
| R$0.50 |
| R$1    |
| R$5    |
| R$10   |
| R$25   |
| R$50   |
| R$75   |
| R$100  |
| R$200  |
| R$300  |
| R$400  |
| R$500  |
| R$750  |

| R$1.000     |
| R$5.000     |
| R$10.000    |
| R$25.000    |
| R$50.000    |
| R$75.000    |
| R$100.000   |
| R$200.000   |
| R$300.000   |
| R$400.000   |
| R$500.000   |
| R$750.000   |
| R$1.000.000 |

| R$1   | R$1.000     |
| R$5   | R$2.500     |
| R$10  | R$5.000     |
| R$20  | R$10.000    |
| R$25  | R$20.000    |
| R$50  | R$30.000    |
| R$75  | R$40.000    |
| R$100 | R$50.000    |
| R$200 | R$100.000   |
| R$300 | R$200.000   |
| R$400 | R$300.000   |
| R$500 | R$400.000   |
| R$750 | R$1.000.000 |

### Maleta 27
Em alguns programas, aleatórios ou especiais, é colocada em jogo a Maleta núm. 27. Essa maleta tem como prêmio não um valor em dinheiro e sim um prêmio físico, como, por exemplo, um carro. A única exigência ao participante com respeito a Maleta 27 é que para ganhá-la ele deve recusar todas as ofertas feitas pelo Banqueiro, ou seja, não topar as 9 ofertas da banca.

## Versões internacionais

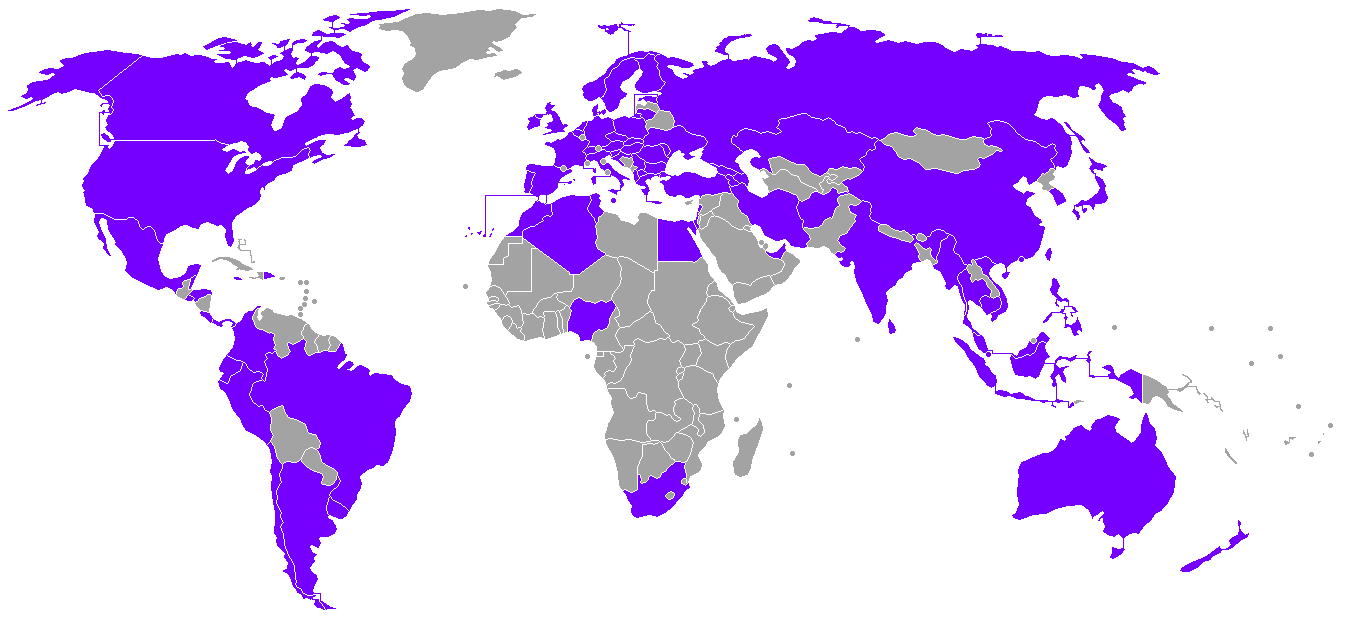
Países que têm suas próprias versões do programa.

O programa tem dezenas de versões em diferentes países em todo o mundo. O programa estreou no Brasil em 6 de agosto de 2006 e apenas um participante ganhou o prêmio máximo de 1 milhão de reais.
No dia 25 de agosto de 2010, o programa estreou sua segunda temporada que terminou em 26 de maio de 2011.
O SBT anunciou a volta do Topa ou Não Topa para 17 de agosto de 2019.